# Australochorista leongatha
Australochorista leongatha (лат.) — ископаемый вид скорпионниц рода Australochorista из семейства Australochoristidae (ранее в Mesopanorpodidae). Обнаружен в меловых отложениях Австралии (штат Виктория, Koonwarra, аптский ярус, около 120 млн лет).

## Описание
Длина переднего крыла 4,5 мм, ширина 2 мм. Длина тела 5,5 мм. Отличается от других видов и семейств скорпионниц следующими возможными апоморфиями: овальная форма крыла, только в два раза длиннее ширины; многочисленные поперечные жилки между R1, Rs и ветвями M, и, главная аутапоморфия — очень рано разветвляющаяся жилка M1+2 (около середины длины крыла); а также сочетание других признаков: короткая жилка Sc, слегка выходящая за середину крыла, без передних ветвей, Mb и CuA не слиты, соединены только короткой поперечной жилкой, Cu расходится на две основные ветви очень близко к основанию крыла (возможная синапоморфия с Panorpoidea), на M пять ветвистых волосков тонкие, не расположены кольцами. Вид Australochorista leongatha был впервые описан по отпечаткам в 1986 году вместе с Choristopanorpa drinnani, Cretacoformica explicata, Tarwinia australis, Atherimorpha festuca, Cretacochorista parva, Duncanovelia extensa, Edgariekia una, Eoichneumon duncanae, Westratia nana (Praeaulacidae). Первоначально был включён в состав рода Prochoristella Riek 1953 вместе с видами Prochoristella anagaura, P. balgowanensis, P. belli, P. bulwerensis, P. channingi, P. concinna, P. exilis, P. hartmani, P. ignara, P. megaloprepia, P. pilosa, P. pusilla, P. vicina. В 2015 году выделен в отдельный род †Australochorista Krzemiński et al. 2015 и семейство Australochoristidae Krzemiński et al. 2015.